# Ádám Vizler
Ádám Vizler (16 novembre 1983) è uno schermidore ungherese.

## Biografia
Nei campionati europei di scherma ha conquistato una medaglia d'argento a Bourges nel 2003, nella gara di fioretto a squadre.

## Palmarès
In carriera ha conseguito i seguenti risultati:
- Europei di scherma

Bourges 2003: argento nel fioretto a squadre.